# Джулиан Хъксли
Джулиан Хъксли е английски еволюционен биолог и философ.

## Биография
Роден е на 22 юни 1887 г. в Лондон. Брат е на писателя Олдъс Хъксли, от когото е 7 години по-голям, и внук на Томас Хъксли, прочут изследовател.
Учи в Итънския колеж и Балиолския колеж към Оксфордския университет.
През 1912 г. излиза първата му книга The Individual in the Animal Kingdom, която посвещава на Анри Бергсон, световноизвестен френски философ. През целия си живот работи върху хормоните, еволюцията, орнитологията и етологията. Става професор по зоология в Кралски колеж Лондон, 7 години работи като секретар в Лондонското зоологическо дружество. Автор е на синтетичната теория за еволюцията.
Джулиан Хъксли е първият генерален директор на ЮНЕСКО. През 1961 г. основава заедно с Питър Скот, Макс Никълсън и Бернхард Нидерландски Световния фонд за дивата природа.
На 32-годишна възраст се жени за скулпторката и писателка Мари Жулиет Байо. Има 2 синове – Антъни и Франсис, които също се развиват в науката.